# Ronde van Frankrijk 2006/Zesde etappe
De zesde etappe van de Ronde van Frankrijk 2006 werd verreden op 7 juli 2006 tussen Lisieux en Vitré.

## Verloop
In Vitré behaalde Robbie McEwen zijn derde sprintoverwinning in deze Tour. Daardoor nam McEwen verder afstand van de andere spurters in de strijd om de groene trui. Tom Boonen wist voor de vierde dag op rij het geel te behouden. Het was de eerste keer sinds Rudy Pevenage in 1980 dat een Belg meer dan drie dagen de gele trui mocht aantrekken.
Proloog ·
1e etappe ·
2e etappe ·
3e etappe ·
4e etappe ·
5e etappe ·
6e etappe ·
7e etappe ·
8e etappe ·
9e etappe ·
10e etappe ·
11e etappe ·
12e etappe ·
13e etappe ·
14e etappe ·
15e etappe ·
16e etappe ·
17e etappe ·
18e etappe ·
19e etappe ·
20e etappe
Startlijst · Eindstanden · Afbeeldingen